# فهرست قسمت‌های کریس انجل مایندفریک
در زیر، فهرست موارد شعبده بازی هر قسمت از مجموعهٔ تلویزیونی کریس انجل مایندفریک آمده است.

## فصل نخست (۲۰۰۵)
فصل ۱ این برنامه از تاریخ ۲۰ ژوئیه ۲۰۰۵ (‎۲۹ تیر ۱۳۸۴) منتشر شد. این فصل شامل ۱۸ قسمت است.
- خود سوزی :  کریس با یکی از بزرگترین ترس مردم رو به رو می‌شود . او خود را در خیابان‌های لاس‌وگاس به آتش می‌کشد .
- شناور شدن :  کریس به صورت تصادفی چند تماشاچی انتخاب می کند و آنها را در خیابان فریمونت شهر لاس وگاس شناور می کند .
- فرار از خمره ی شراب :  کریس از خود عملی فراتر از فرار هودینی به ارث می گذارد و آن اینکه دست بسته و آویزان هشت متر بالاتر از سطح زمین قرار می گیرد و تنها دو دقیقه قبل از سقوط خمره ی شراب وقت دارد .
- تختخواب اس یو وی :  کریس دراز می کشد و یک دستگاه خودروی چهار و نیم تنی اس‌یووی از روی بدنش عبور می کند .
- آویزان :
- زنده به گور : کریس خود را داخل تابوتی می گذارد. تابوت را زیر برف پنهان می کنند و کریس سالم از آن بیرون مئ آ ید
- Hellstromism :
- ابر انسان :
- راهپیمایی روی ساختمان :
- نا بینا :  کریس با ماشین شخصی مندی مور با چشمانی کاملاً بسته، او را به رستوران مورد علاقه ش می برد .
- واحه :
- جعبه ی C۴ :  کریس به درون جعبه ای حاوی سی۴ می رود تا قدرت انفجار را تجربه کند .
- پیشگویی :
- ترسو :
- اصابت تسلا :
- قطع نشده :
- Up Close :
- ویژه ی هالووین :

## فصل دوم (۲۰۰۶)
فصل ۲ این برنامه از تاریخ ۳۱ می ۲۰۰۶ (‎۱۰ خرداد ۱۳۸۵) منتشر شد. این فصل شامل ۲۲ قسمت است.
- شناور ساختمان :
- راه رفتن روی آب :
- غیب شدن :
- راه رفتن روی آب :
- سوارکار آسان :
- جشن :
- راه رفتن روی آب :
- جادوی حیوانات :
- در دو :
- غیب شده از پرش با موتور :
- ذهن های خبرساز :
- بیشعور :
- نشست احضار ارواح :
- دگردیسی :
- نشست احضار ارواح :